# Општа болница Крушевац
Општа болница Крушевац  је здравствена установа у систему здравства Србије на подручју Расинског управног округа која здравствену делатност обавља на секундарном нивоу здравствене заштите, који обухвата специјалистичко-консултативну и болничку здравствену делатност. 

## Положај
Опште болнице се налази у Улици Косовска број 16, у Крушевцу, граду и седишту истоимене општине, са 101 насељем, у долини Западног Поморавља, на реци Расини, у Расинском округу, економском, административном, културном, здравственом, образовном, информативном и спортском центру округа. Она својим услугама покрива Расински округ у целини, што значи да је секундарном здравственом заштитом обухваћено 260.000 људи. 
Болница је удаљена од Клиничког центра у Нишу око 100 километара према југу, а од Клиничког центра Србије у Београду, око 190 километара

## Историја
За време Првог светског рата у Крушевцу је радила привремена ратна болница Цар Лазар.коју су основале припаднице Болница шкотских жена на челу са др Елси Инглис. Током новембра 1915. године  припаднице Болница шкотских жена имале су тежак избор: да се повуку преко Албаније са српском војском, или да падну у заробљеништво. Поделиле су се у три групе, тако да се део њих вратио у домовину, део је део одлучио да остане, уз српске рањенике али и уз рањене Аустријанце, у Србији, док је њих око 40 кренуло у албанску голготу. Део особља који је желео да остане са др Елси Инглис у Србији, у Крушевцу се поделио у две групе:
- Прву која је са најквалитетнијом опремом из Крагујевца ушла у састав болнице, основане у једној крушавачкој школи.
- Другу која је, преузела један анекс, војне болнице српске војске „Цар Лазар” (са преко 900 болесника и рањеника).[3]

Аустријанци су одмах конфисковали прву болница и сву опрему у њој, али нису даље ометали рад страних мисија.[4] Хуманитарни рад се затим несметано одвијао у болници „Цар Лазар", у којој је само др Едит Холвеј водила бригу од 300 болесника.
У почетку у Крушевачкој болници је било много тешких рањеника и цивила, укључујући и велики број деце, да би након неколико недеља број болесника био смањен, а окупатор је празнио болницу одвођењем у затвореничке логоре опорављених српских рањеника.
Залихе хране и лекова полако су се смањивале, а особље је радило и живело у изолацији, без правих и истинитих информација, уз разне гласине о страхотама рата.
У болници је као стражар, чувајући медицинску опрему од пљачкаша, радила и Канађанка Џозефина (Џо) Вајтхед која је током окупације Србије, добровољно сарађивала са Шкотском женском болницом.
Након Првог светског рата у Крушевцу је градска Болница основана првог априла 1922. године. Када је званично отворена за пацијенте у њој је било запослено петнаесторо особа, међу којима и један једини хирург,  доктор Чедомир Стојановић. Управник болнице је био лекар Стеван Вишек.  По потреби доктор Чедомир Стојановић. је био и акушер, а од 1938 године на свом рендген апарату вршио је и радиолошке прегледе.
На почетку рада болница је имала 50 кревета распоређених у 8 соба. Осим Хирургије у саставу болнице је било и Кожно и Заразно одељење, административна зграда са лабораторијом, кухињом и Декерова барака.
Прве године рада оперисано је 25 пацијената, прегеледано је 570 пацијената а било је и 1080 амбулантних интервенција.
Корени Интерног одељења сежу до 1922. године када је оформљена болница, пошто је на месту садашње управне зграде формирано такозвано Унутрашње одељење. Први интерниста у Крушевцу био је Божидар Коловић који је студије медицине завршио у Прагу.
Данас је Општа болница Крушевац модерна здравствена установа  са 24 одељења и служби чија је делатност пријем и збрињавање ургентних стања, специјалистичко – консултативни прегледи, дијагностичка обрада, лечење и рехабилитација на полоклиничком нивоу у оквиру дневних болница и у току хоспитализација.

## Делатност
Општа болница у Крушевцу обавља поликлиничку и стационарну здравствену делатност, у оквиру које:
- Прати здравствено стање становништва и здравствену заштиту у областима за које је основана и преузима и предлаже мере за њихово унапређење;
- Прати и спроводи методе и поступке превенције, дијагностике, лечења и рехабилитације засноване на доказима, а нарочито оне утврђене стручно-методолошким протоколима;
- Обезбеђује услове за стручно усавршавање запослених и за унапређење организације и услова рада;
- Спроводи мере ради спречавања нежељених компликација и последица при пружању здравствене заштите, као и мере опште безбедности за време боравка пацијената у Општој болници у Прокупљу  и обезбеђује сталну контролу спровођења ових мера;
- Организује и спроводи мере у случају елементарних и других већих непогода а у оквиру својих делатности врши послове одбране земље који се односе на планирање, организовње, припремање и оспособљавање за рад у случају ратног и ванредног стања
- Одговорна је за вршење услуга из делатности за коју је регистрована, на нивоу утврђенх  планова одбране и одлука надлежних органа;
- Организује и спроводи стручно усавршавање здравствених радника, здравствених сарадника и осталих запослених у Болници ради унапређења квалитета стручног рада и проверу тих мера ;
- Организује и спроводи мере сталног унапређења квалитета стручног рада и спроводи његову унутрашњу проверу;
- Спроводи мере ради спречавања нежељених компликација и последица при пружању здравствене заштите
- Спроводи мере опште безбедности за време  боравка пацијената у Општој болници Прокупље и обезбеђује сталну контролу ових мера.

## Организација рада
Општа болница Крушевац обавља здравствену делатност на секундарном нивоу, која обухвата: 
- пријем и збрињавање ургентних стања,
- специјалистичко консултативне прегледе,
- дијагностичку обраду,
- лечење и рехабилитацију

## Организациона структура
Општа болница која обавља стационарну и специјалистичко – консултативну делатност и друге делатности  преко организоване службе за обављање специјалистичко – консултативне и стационарне здравствене делатности и друге делатности организована је на следећи начин:

### Менаџмент
Управни органи
- Директор
- Управни одбор
- Надзорни одбор

Стручни органи Опште болнице
- Стручни савет
- Стручни колегијум
- Етички одбор
- Комисија за унапређење квалитета рада

### Одељења и службе
| - интерне медицине; - хирургије и дечије хирургије; - пнеумофтизиологије; - неурологије; - дерматовенерологије; - оториноларингологије; | - ортопедије са трауматологијом; - урологије; - oфтамологије; - гинекологије и акушерства (са неонатологијом) - педијатрије; | - анестезиологије са реаниматологијом; - микробиолошке дијагностике; - физикалне медицине са рехабилитацијом; - психијатрије; | - радиолошке дијагностике - фармацеутске здравствене делатности (болничка апотека); - снабдевање крвљу и крвним продуктима; - лабораторијске дијагностике - патологије и судске медицине |

Општа болница у Краљеву обавља и санитетски превоз у друге здравствене установе на вишем (терцијерном) нивоу здравствене делатности.

## Резултати рада
| Капацитет и коришћење опште болнице Крушевац у 2015. години. | Капацитет и коришћење опште болнице Крушевац у 2015. години. | Капацитет и коришћење опште болнице Крушевац у 2015. години. | Капацитет и коришћење опште болнице Крушевац у 2015. години. | Капацитет и коришћење опште болнице Крушевац у 2015. години. | Капацитет и коришћење опште болнице Крушевац у 2015. години. |
| Број постеља                                                 | Број исписаних болесника                                     | Број дана лечења                                             | Просечна дужина лечења (дани)                                | Просечна дневна заузетост постеља (%)                        | Обрт болничких постеља                                       |
| ------------------------------------------------------------ | ------------------------------------------------------------ | ------------------------------------------------------------ | ------------------------------------------------------------ | ------------------------------------------------------------ | ------------------------------------------------------------ |
| 628                                                          | 24.788                                                       | 126.421                                                      | 5,1                                                          | 55,2                                                         | 39,5                                                         |

## Кадровска структура
У 24 служби и одељења  запослено је 1.090 радника на неодређено време, од којих:
- 203 доктора медицине,

- 669 медицинских сестара и техничара,

- 2 фармацеута,

- 7 здравствених сарадника,
- 45 немедицинских административних радника и
- 164 немедицинских помоћних радника и техничке службе.

Од 203 запошљених доктора, примаријат има њих 19, магистратуру 10, а њих 4 су доктори медицинских наука, 183 су специјалисти, док њих 25 имају уже специјализације.